# Androcentrismus

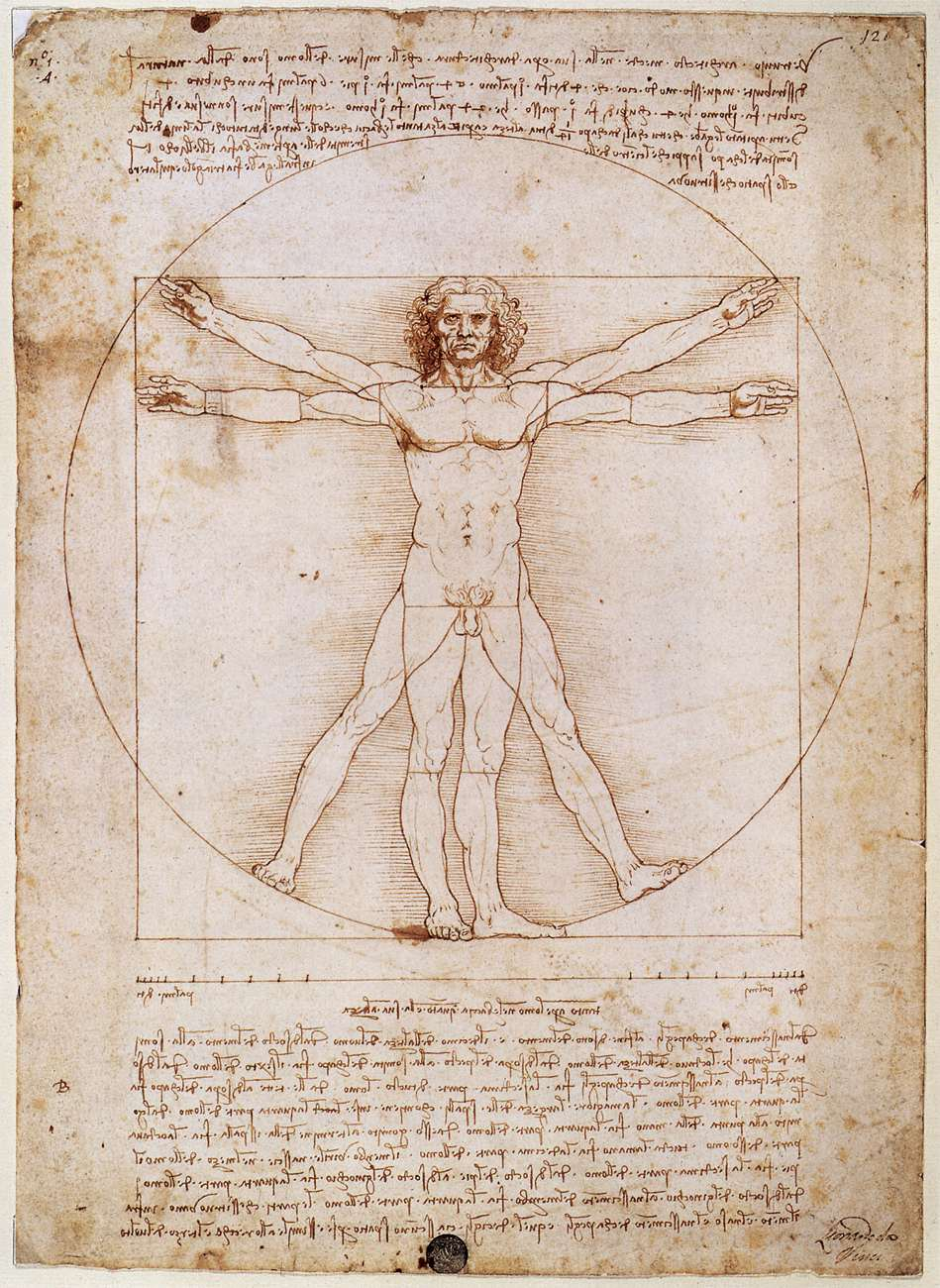
Muž jako normativní centrum lidstva a společnosti, znázorněné slavnou Da Vinciho kresbou „Vitruviánský muž“ (cca 1490)

Androcentrismus je kulturní soustředěnost na muže; hodnotová nebo předsudková struktura příznačná pro patriarchálně organizované společnosti, která ztotožňuje obecné vymezení conditio humana s životními podmínkami a postavením muže. V androcentristickém myšlení se mužské stává měřítkem lidského.